# Cholonge
Cholonge település Franciaországban, Isère megyében. Lakosainak száma 344 fő (2022. január 1.). Cholonge Saint-Théoffrey, Villard-Saint-Christophe, Laffrey, La Morte és Saint-Barthélemy-de-Séchilienne községekkel határos.

## Népesség
A település népességének változása:
| Lakosok száma | 124  | 139  | 161  | 292  | 329  | 323  | 329  | 346  | 354  | 344  |
|               | 1968 | 1982 | 1990 | 2006 | 2013 | 2015 | 2017 | 2019 | 2020 | 2022 |